# ARID4B
La proteína 4B que contiene un dominio interactivo rico en AT es una proteína que en los humanos está codificada por el gen ARID4B.  

## Función
Este gen codifica una proteína con una secuencia similar a la proteína de unión al retinoblastoma -1. La proteína codificada es una subunidad del complejo correpresor transcripcional SIN3A dependiente de histona desacetilasa, que funciona en diversos procesos celulares que incluyen proliferación, diferenciación, apoptosis, oncogénesis y determinación del destino celular. El producto genético es reconocido por un anticuerpo IgG aislado de una paciente con cáncer de mama y parece ser un marcador molecular asociado con una amplia gama de neoplasias malignas humanas. Se han caracterizado variantes de empalme transcripcionales alternativas que codifican diferentes isoformas. 

## Otras lecturas
- Andersen JS, Lyon CE, Fox AH, Leung AK, Lam YW, Steen H, Mann M, Lamond AI (2002). «Directed proteomic analysis of the human nucleolus.». Curr. Biol. 12 (1): 1-11. PMID 11790298. S2CID 14132033. doi:10.1016/S0960-9822(01)00650-9.
- Bommel H, Xie G, Rossoll W, Wiese S, Jablonka S, Boehm T, Sendtner M (2003). «Missense mutation in the tubulin-specific chaperone E (Tbce) gene in the mouse mutant progressive motor neuronopathy, a model of human motoneuron disease.». J. Cell Biol. 159 (4): 563-9. PMC 2173089. PMID 12446740. doi:10.1083/jcb.200208001.
- Fleischer TC, Yun UJ, Ayer DE (2003). «Identification and characterization of three new components of the mSin3A corepressor complex.». Mol. Cell. Biol. 23 (10): 3456-67. PMC 164750. PMID 12724404. doi:10.1128/MCB.23.10.3456-3467.2003.
- Cui D, Jin G, Gao T, Sun T, Tian F, Estrada GG, Gao H, Sarai A (2004). «Characterization of BRCAA1 and its novel antigen epitope identification.». Cancer Epidemiol. Biomarkers Prev. 13 (7): 1136-45. PMID 15247124. S2CID 28408982. doi:10.1158/1055-9965.1136.13.7.
- Beausoleil SA, Jedrychowski M, Schwartz D, Elias JE, Villén J, Li J, Cohn MA, Cantley LC, Gygi SP (2004). «Large-scale characterization of HeLa cell nuclear phosphoproteins.». Proc. Natl. Acad. Sci. U.S.A. 101 (33): 12130-5. Bibcode:2004PNAS..10112130B. PMC 514446. PMID 15302935. doi:10.1073/pnas.0404720101.
- Olsen JV, Blagoev B, Gnad F, Macek B, Kumar C, Mortensen P, Mann M (2006). «Global, in vivo, and site-specific phosphorylation dynamics in signaling networks.». Cell 127 (3): 635-48. PMID 17081983. S2CID 7827573. doi:10.1016/j.cell.2006.09.026.

- Datos: Q18040544